# Sarasota Clay Court Classic 2003
Sarasota Clay Court Classic 2003 - жіночий тенісний турнір, що проходив на відкритих ґрунтових кортах у Сарасоті (США). Належав до турнірів 4-ї категорії в рамках Туру WTA 2003. Відбувся вдруге й востаннє і тривав 31 березня до 6 квітня 2003 року.

## Фінали

### Одиночний розряд
Анастасія Мискіна —  Алісія Молік, 6–4, 6–1

### Парний розряд
Лізель Губер /   Мартіна Навратілова —  Асагое Сінобу  /  Міягі Нана, 7–6(10–8), 6–3